# Brev
Brev (af latin brevis, kort) er en skriftlig meddelelse, der sendes til anden person. Postvæsenet betegner det en forsendelsesart.
I den romersk-katolske kirke betegner breve (ental) et særligt dokument.
For at sikre at et brev ikke bliver læst af uvedkommende, kan afsenderen lægge det i en kuvert eller benytte en brevlås: papiret eller dokumentet foldes og forsegles. Til at åbne breve kan man benytte en brevkniv

## Regler for postbefordrede breve i Danmark
Post Danmark opererer med forskellige brevtyper (standardbrev, storbrev og maxibrev). Det må højst veje 2 kg, højst være 60 cm langt og længden+bredden+tykkelse højst være 90 cm. Fra 2026 vil det ikke længere være muligt at sende breve med PostNord

## Breves historie

### Oldtiden
Assyrerne og babylonerne skrev på lertavler. Egypternes breve var i antikken almindeligvis skrevet på papyrus. Grækerne brugtes såvel papyrus som vokstavler til brevskrivning; de skrev med metalgriffel , og ved forsendelsen blev tavlerne lagt sammen med indersiderne mod hinanden.
Ingen breve fra den græske kulturs blomstringstid er bevaret, men fra oldtidens sidste dage har man breve på græsk af kejser Julian den Frafaldne og af den berømte retor Libanios (300-tallet). Romerne brugte vokstavler. Papyrus kom i almindelig brug på Ciceros tid til fjernereboende, mens vokstavler benyttedes til korrespondancer med nærmereboende. Breve forsegledes med voks eller segljord, og adressen blev mest effektivt skrevet udenpå. Man lod almindeligvis sine breve affatte af slaver (servi ab epistolis, amanuenses). Chifferskrift kendtes og benyttedes i politisk korrespondance. Breve indledtes gerne med en hilsen fra brevskriveren til adressaten, f.eks.: Cicero Attico S[alutem] D[at].
Cicero hævede brevet til en litterær genre (samlingerne ad Atticum ("til Atticus"), ad Familiares ("til nære venner") og ad Quintum fratrem ("til sin bror Quintus")); også Cæsar var en kendt brevskriver, men hans breve er desværre gået tabt. Afhandlinger i brevform er Lucius Annaeus Senecas Epistolæ ad Lucilium; poetiske ræsonnerende epistler er Quintus Horatius Flaccus' og Publius Ovidius Nasos Heroides (heltinders fingerede breve). I den kristne tid bruges brevformen hyppigt til opbyggelige og formanende skrifter: først og fremmest af Paulus' og andres breve i Det Nye Testamente, hos kirkefædrene (f.eks. Hieronymus og Augustin) og metrisk hos flere digtere.

### Middelalderen
Herfra stammer betegnelsen brev - fra det latinske brevis. Oprindeligt er ordet brugt om de mindre vigtige skrivelser fra det pavelige kancelli, de såkaldte brever. Antikkens benævnelser litteræ og epistolæ var også i brug i middelalderen om skriftlige meddelelser af privat art som om officielle skrivelser og dokumenter. Disse sidste spiller i dette tidsrum en overordentlig stor rolle, og deres forskellige form, idet kancellivæsenet i høj grad var sat i system, er blevet genstand for en hel videnskab, diplomatikken.
Men også hvad de mere private skrivelser angår, havde formlerne meget at sige, og man rettede sig ofte efter brevbøger, der angav titulaturer, indlednings- og slutningsformularer, ja, en stereotyp inddeling af breves indhold i hovedafsnit. Det almindelig benyttede materiale var pergament (senere også papir), og latin var det gængse sprog. Som mønster betragtedes Alkuin, Karl den Stores ven, af hvem en mængde breve er bevaret.

### Den nyere tid
Renæssancen gav ekstra skub til den udvikling, der allerede var begyndt i middelalderen, hvor den mere personlige, intime meddelelse på skrift (privatbrevet) skilte sig ud fra forretningsbrevet og dokumentet. Og latin  veg pladsen for "vulgærsproget". Det varede længe, før de lærde opgav latin til international brevveksling om videnskabelige emner; Erasmus af Rotterdam , Johannes Reuchlin, Justus Lipsius og mange andre af renæssancens humanister skrev på latin. Men samtidigt med, at en rig litteratur blomstrede i Italien på italiensk, blev det i højere grad de dannede italieneres meddelelsesmiddel. Annibale Caros, Bernardo Tassos, Pietro Bembos, Jacopo Bonfadios og fleres breve betragtedes som mønstre ligesom Ciceros og blev trykt. Fra ca. 1600 kommer Frankrig med og har snart en ypperlig brevlitteratur: Berømte franske brevkorrespondenter er Henrik 4. af Frankrig, Jean-Louis Guez de Balzac, Vincent Voiture, René Descartes og en mængde kvinder i 1600-tallet, fra madame de Maintenon til Ninon de Lenclos og først og fremmest madame de Sévigné Samt Jean Chapelain, Pierre Bayle og Nicolas Boileau-Despréaux. I 1700-tallet var der Voltaire, Jean-Jacques Rousseau, Denis Diderot og den tyske pariser Friedrich Melchior von Grimm (interessant brevveksling med Katharina 2. af Rusland), og i 1800-tallet Napoleon 1. af Frankrig, Pierre-Jean de Béranger, Paul-Louis Courier (en af brevlitteraturens mestre), Charles Augustin Sainte-Beuve (Lettres à la Princesse) og
Prosper Mérimée (Lettres à une inconnue, Lettres à Panizzi). Spaniens bedste brevforfatter er José Francisco de Isla (1703-1781).
De germanske nationer fulgte langsommere med i  kunsten at skrive breve på modersmålet. Navnlig gælder det tyskerne, hos hvem vel latin allerede tidligt begyndte at fortrænges i hansestædernes officielle skrivelser (i modsætning til de fyrstelige kancelliers), men holdt sig længe hos de lærde. Og når det tyske sprog benyttedes,
var selv begavede og dannede mennesker langt tilbage i brevstil. Undtagelser gives dog: Martin Luther, Gottfried Wilhelm von Leibniz og prinsesse Elisabeth Charlotte af Pfalz (gift med Ludvig 14. af Frankrigs broder). Fra 1700-tallets midte er den tyske brevstil først fuldt udviklet: Gotthold Ephraim Lessings, Johann Joaquims, Gottfried August Bürgers, Johann Wolfgang von Goethes, Friedrich Schillers (især disse to store digteres indbyrdes brevveksling), Johannes von Müllers, brødrene Alexander og Wilhelm von Humboldts, Friedrich Ludwig Georg von Raumers, Bettina von Arnims, Rahel Varnhagen von Enses, Ludwig Tiecks, brødrene Karl Wilhelm Friedrich og August Wilhelm von Schlegels, Heinrich Heines og Felix Mendelssohn Bartholdys breve.
I de nordiske lande, særlig Danmark, gik det omtrent som i Tyskland. Af 1500-tallets danske breve, hvori privatbrevet og forretningsbrevet mest er sammensmeltede, har man en del tilbage. Ualmindelig karakteristiske og interessante ved deres af og til frembrydende djærve humor er Christian 4.s talrige breve. Længere fremme i 1600-tallet afgiver Ole Worms latinske korrespondance et godt eksempel på danske lærdes brevveksling i ældre tid. Under påvirkning af udlandet tog endelig brevlitteraturen et betydeligt opsving henimod slutningen af 1700-tallet, og de fleste af denne periodes og den litterære guldalders forfattere har efterladt sig mange breve, der senere er blevet udgivet: B.S. Ingemann, N.F.S. Grundtvig, H.C. Andersen, Carsten Hauch og mange flere. Særlig gode brev har man af Jacob Peter Mynster, Frederik Christian Sibbern, Hardenack Otto Conrad Laub, Peter Vilhelm Jacobsen, Johanne Luise Heiberg og senere Julius Lange. Et udpræget talent for brevskrivning fandtes hos Knud Lyne Rahbeks hustru, Kamma Rahbek, og hun benyttede dette talent i rigt mål. Af nordmænd er navnlig Alexander Kielland en fremragende brevskriver; i Sverige Esaias Tegnér og Adolf Törneros.
Hvad breves udvortes form angår, indførtes segllak fra Kina til Europa i 1400-tallet, og det første laksegl, der er bevaret på et brev, er fra midten af 1500-tallet. Oblater kommer tidligst til anvendelse i 1500-tallets anden halvdel. Konvolutter af samme form som de nu brugte findes allerede midt i 1600-tallet (først 1844 fandt man på at fabrikere gummierede konvolutter på maskine). Den 6. marts 2025 offentligorde PostNord, at de ikke længere vil omdele breve fra nytårsskiftet 2025/2026. Det sidste brev omdeles d. 30. december 2025. 

## Brevlitteratur
Foruden de virkelige breve, der er samlede og udgivet i trykken, har de fleste landes litteraturer adskillige bøger i brevform, mest betragtninger og afhandlinger. De kan være fingerede
breve eller i virkeligheden henvendte til en bestemt person. Man har således sprogvidenskabelige breve af Jacob Grimm, kemi af Justus von Liebig, fysiologi af Karl Vogt, arkæologi af Lessing og andre. De navnkundigste værker i brevform (udenfor skønlitteraturen i strengere forstand) er Epistolæ obscurorum virorum, Blaise Pascals Lettres provinciales, Jacques-Bénigne Bossuets og François de Salignac de la Mothe-Fénelons Lettres spirituelles, Charles-Louis de Secondat Montesquieus Lettres persanes, Voltaires Lettres anglaises, Rousseaus Lettres de la montagne og Lettre sur les spectacles, lord Chesterfields Letters to his Son, The letters of Junius, Lettres familières sur l'Italie af præsident Charles de Brosses, Ludwig Börnes Briefe aus Paris, Augustin Thierrys Lettres sur l'histoire de France, George Sands Lettres d'un voyageur, Louis Blancs Lettres d'Angleterre. I den danske litteratur: Ludvig Holbergs Epistler, dernæst Frederik Christian Eilschovs Filosofiske Breve, Knud Lyne Rahbeks Breve fra en gammel Skuespiller, Clara Raphael. Tolv Breve af Mathilde Fibiger. I Norges litteratur er Henrik Wergelands Fortrolige Breve fra Ejdsvold og fru Conradine Birgitte Dunkers Gamle Dage de mærkeligste.
En egen klasse danner romanerne i brevform: Rousseaus Nouvelle Héloïse, Samuel Richardsons Clarissa Harlowe og Goethes Werther; senere blev denne form sjælden (dog endnu benyttet af Alphonse Daudet i Lettres de mon moulin). I den danske litteratur finder man Sibberns Efterladte Breve af Gabrielis og Ud af Gabrielis' Breve til og fra Hjemmet, Familien Polonius af fru Thomasine Gyllembourg og Meïr Aron Goldschmidts En Roman i Breve.
I bunden stil er brevformen efter antikt forbillede benyttet af Clément Marot, Paul Scarron, Nicolas Boileau, Voltaire, Alexander Pope og andre. På dansk er der digtet fortrinlige rimbreve af Jens Baggesen, hvem Henrik Hertz efterlignede i sine Gjenganger-Breve; fra senere tid findes Henrik Ibsens  og hans Ballonbrev til fru Fredrika Limnell (1870), Bjørnstjerne Bjørnsons poetiske epistler til Frederik Stang og Johan Sverdrup.

## Frankering
For at betale for forsendelsen, som normalt foretages af postvæsenet, frankeres brevet med et frimærke eller anden porto, svarende til beløbet det koster at sende brevet. I Danmark har priserne for at sende et A-brev udviklet sig drastisk, som det ses i følgende tabel:
| År        | Pris i kr |
| --------- | --------- |
| 1990-1994 | 4,75      |
| 1995-1999 | 5         |
| 2000      | 5,25      |
| 2001-2002 | 5,50      |
| 2003      | 4,25      |
| 2004-2005 | 4,50      |
| 2006-2007 | 4,75      |
| 2008-2010 | 5,50      |
| 2011-2013 | 8         |
| 2014      | 9         |
| 2015      | 10        |
| 2016-2023 | 19        |
| 2024      | 25        |

## Format
| Modtagers navn og adresse |
| Anders Andersen           |
| Lillegade 1               |
| 4000 Roskilde             |

| Tekst                                     |
| (evt: Vedr.)                              |
|                                           |
|                                           |
| Kære Anders (salutation)                  |
|                                           |
|                                           |
| Indhold                                   |
|                                           |
|                                           |
| Venlig hilsen (valediction)               |
| Afsenders navn                            |
|                                           |
|                                           |
| (evt: P.S. / Post Scriptum = efterskrift) |